# Линдси Грейвс
Линдси Грейвс (на английски: Lindsay Graves) е американска сценаристка и писателка на бестселъри в жанра любовен роман и чиклит.

## Биография и творчество
Първоначално работи като асистент на рок&рол публицист, след което става журналист на свободна практика в Манхатън и пише за „Ролинг Стоун“, „Вог“ и „Ню Йорк Таймс“ по най-различни теми. Премества се в Лос Анджелис, където е наета да пише сценарии за филми за „Hallmark“. Работи с известни артисти като Голди Хоун, Робърт Редфорд и Сандра Бълок.
В началото на 21 век започва да пише любовни романи в стил чиклит. Първият от тях „Да си хванеш съпруг“ от поредицата „Бивши съпруги“ е издаден през 2006 г. Главните героини са четири бивши съпруги, живеещи в „Колина Линда“, затворен комплекс между Санта Барбара и Лос Анджелис, са обединени от разводите си. Те търсят своите нови съпрузи в условията на жестока кокуренция. Романът веднага става бестселър и дава старт на писателската ѝ кариера.
Линдси Грейвс живее в Холивуд Хилс, Лос Анджелис.

## Произведения

### Серия „Бивши съпруги“ (Ex-Wives)
1. Да си хванеш съпруг, To Catch a Husband (2006)
2. Да задържиш съпруг, To Keep a Husband (2007)